# 東広梁駅
東広梁駅（トングァンリャンえき、朝鮮語: 동광량역）は、朝鮮民主主義人民共和国の南浦特別市温泉郡の駅で、平南線に属する。 

## 隣の駅
平南線
新寧里駅 - 東広梁駅 - 西広梁駅